# Lemezkiadók listája
Ez a lista a számmal kezdődő nevű lemezkiadókat tartalmazza.
A többi kiadót lásd a jobb oldali (fentebbi) menüben.

## 0–9
- 1M1 Records
- 1st & 15th Entertainment
- 100% Music
- 12 Apostles
- 12 Inch Records
- 12 Tónar
- 12k
- 13th Planet Records
- 143 Records
- 1965 Records
- 2 Tone Records
- 2.13.61
- 20th Century Records
- 21st Circuitry
- 24 Hour Service Station
- 3 Beads of Sweat
- 33rd Street Records
- 306 Records
- 3C Records
- 3CG Records
- 3D Vision Records
- 4AD
- 415 Records
- 430 West Records
- 5 Minute Walk
- 5 Rue Christine
- 50 Records
- 504 Records
- 550 Music
- 555 Recordings
- 604 Records
- 625 Thrashcore
- 70's Gymnastics
- 75 Ark
- 77 Records
- 8bitpeoples
- 99 Records

## Lásd még
- Zeneműkiadás